# Reza Madadi
Reza Madadi (Teerã, 20 de junho de 1980) é um lutador sueco-iraniano de artes marciais mistas.

## Carreira no MMA

### Começo da carreira
Madadi competiu no Strike And Submit (SAS), Superior Challenge (SC), Furious Fighting Championship (FFC) e muitas outras organizações. Madadi obteve uma vitória por Finalização sobre o ex-UFC Junie Browning. Madadi enfrentou Carlo Prater e venceu em uma impressionante Decisão Unânime. Ele se tornou o Campeão Peso Leve do Superior Challenge após derrotar o também ex-lutador do UFC fighter Rich Clementi por Decisão Unânime no Superior Challenge 7.

### Ultimate Fighting Championship
Madadi entrou para o UFC e era esperado para fazer sua estréia promocional contra Rafaello Oliveira em 20 de Janeiro de 2012 no UFC on FX: Guillard vs. Miller. Porém, Oliveira foi forçado a se retirar da luta com uma lesão e foi substituído por Fabrício Camões. Madadi rambém se retirou da luta e foi substituído pelo estreante Tommy Hayden.
Em sua verdadeira estréia, Madadi enfrentou o estreante na promoção Yoislandy Izquierdo em 14 de Abril de 2012 no UFC on Fuel TV: Gustafsson vs. Silva. Após ser atordoado no primeiro round, Madadi derrotou Izquierdo com uma guilhotina no segundo round.
Em sua luta seguinte no UFC, Madadi enfrentou Cristiano Marcello em 13 de Outubro de 2012 no UFC 153. Ele perdeu a luta por uma controversa Decisão Dividida.
Ele enfrentou Michael Johnson em 6 de Abril de 2013 no UFC on Fuel TV: Mousasi vs. Latifi. Madadi venceu por Finalização no terceiro round. Sua performance lhe rendeu o prêmio de Finalização da Noite.
Madadi era esperado para enfrentar Michael Chiesa em 27 de Julho de 2013 no UFC on Fox: Johnson vs. Moraga, porém uma lesão o tirou do evento.Ele foi substituido por Jorge Masvidal.

### Roubo agravado e pena de prisão
Em 27 de Maio de 2013, Madadi foi preso em seu país de adoção da Suécia por um suposto roubo. Tablóide sueco Expressen informou que o lutador e um associado supostamente invadiu uma loja de designer mala antes de fazer fora com US $ 150.000 (EUA) no valor de bens roubados. Madadi e os associados são acusados de roubo agravado e cumplicidade furto, de acordo com autoridades suecas.
Em 16 de Agosto de 2013, Madadi foi condenado por roubo agravado e condenado a 18 meses de prisão. Após a sua condenação, Madadi foi demitido pelo UFC.

### Volta ao UFC
Em 13 de Março de 2015, Madadi foi liberado da prisão, e 3 meses depois foi anunciado que havia re-assinado um contrato com o UFC. Sua re-estréia na organização foi contra o vendedor do TUF Smashes Norman Parke em 24 de Outubro de 2015 no UFC Fight Night: Holohan vs. Smolka. Ele foi derrotado por decisão unânime.
Madadi enfrentou Yan Cabral em 08 de Maio de 2016 no UFC Fight Night: Overeem vs. Arlovski. Ele venceu por nocaute técnico no 2º round.
Madadi enfrentou Joseph Duffy em 18 de março de 2017 no UFC Fight Night: Manuwa vs. Anderson. Ele perdeu por decisão unânime.

## Cartel no MMA
| Cartel no MMA   |             |            |
| 19 lutas        | 14 vitórias | 5 derrotas |
| Por nocaute     | 3           | 0          |
| Por finalização | 8           | 0          |
| Por decisão     | 3           | 5          |
| Empates         | 0           | 0          |

| Res.    | Cartel | Oponente            | Método                       | Evento                                  | Data       | Round | Tempo | Local          | Notas                                           |
| ------- | ------ | ------------------- | ---------------------------- | --------------------------------------- | ---------- | ----- | ----- | -------------- | ----------------------------------------------- |
| Derrota | 14-6   | Joaquim Silva       | Decisão (dividida)           | UFC Fight Night Gustafsson vs. Teixeira | 28/05/2017 | 3     | 5:00  | Estocolmo      |                                                 |
| Derrota | 14-5   | Joseph Duffy        | Decisão (unânime)            | UFC Fight Night: Manuwa vs. Anderson    | 18/03/2017 | 3     | 5:00  | Londres        |                                                 |
| Vitória | 14-4   | Yan Cabral          | Nocaute Técnico (socos)      | UFC Fight Night: Overeem vs. Arlovski   | 08/05/2015 | 3     | 1:56  | Roterdão       |                                                 |
| Derrota | 13-4   | Norman Parke        | Decisão (unânime)            | UFC Fight Night: Holohan vs. Smolka     | 24/10/2015 | 3     | 5:00  | Dublin         |                                                 |
| Vitória | 13-3   | Michael Johnson     | Finalização (d'arce choke)   | UFC on Fuel TV: Mousasi vs. Latifi      | 06/04/2013 | 3     | 1:33  | Estocolmo      | Finalização da Noite                            |
| Derrota | 12-3   | Cristiano Marcello  | Decisão (dividida)           | UFC 153: Silva vs. Bonnar               | 13/10/2012 | 3     | 5:00  | Rio de Janeiro |                                                 |
| Vitória | 12-2   | Yoislandy Izquierdo | Finalização (guilhotina)     | UFC on Fuel TV: Gustafsson vs. Silva    | 14/04/2012 | 2     | 1:28  | Estocolmo      |                                                 |
| Vitória | 11-2   | Rich Clementi       | Decisão (unânime)            | Superior Challenge 7                    | 30/04/2011 | 3     | 5:00  | Estocolmo      | Ganhou o Título Peso Leve do Superior Challenge |
| Vitória | 10-2   | Carlo Prater        | Decisão (unânime)            | Superior Challenge 6                    | 29/10/2010 | 3     | 5:00  | Estocolmo      | Prater pesou 15 lbs acima do limite             |
| Vitória | 9-2    | Junie Browning      | Finalização (guilhotina)     | Superior Challenge 5                    | 01/05/2010 | 2     | 0:22  | Estocolmo      | Estréia nos Leves.                              |
| Vitória | 8-2    | Andy Walker         | Nocaute Técnico (socos)      | Superior Challenge 4                    | 31/10/2009 | 1     | 1:11  | Estocolmo      |                                                 |
| Vitória | 7-2    | Raymond Jarman      | Finalização (katagatame)     | Superior Challenge 3                    | 30/05/2009 | 1     | 1:00  | Estocolmo      |                                                 |
| Vitória | 6-2    | Oriol Gaset         | Finalização (guilhotina)     | Furious Fighting Championship 2         | 21/02/2009 | 1     | 2:38  | Casablanca     |                                                 |
| Derrota | 5-2    | Peter Irving        | Decisão (unânime)            | Strike and Submit 7                     | 13/07/2008 | 3     | 5:00  | Gateshead      |                                                 |
| Vitória | 5-1    | Aidan Marron        | Decisão (unânime)            | Superior Challenge 1                    | 04/05/2008 | 3     | 5:00  | Estocolmo      |                                                 |
| Vitória | 4-1    | Peter Wilson        | Finalização (chave de braço) | X-Fight FC - X-Fight 1                  | 30/03/2008 | 1     | 0:48  | Sunderland     |                                                 |
| Vitória | 3-1    | Romano de los Reyes | Finalização (triângulo)      | Slamm - Holland vs Thailand 3           | 06/05/2007 | 1     | 1:04  | Almere         |                                                 |
| Vitória | 2-1    | Geroid McNichol     | Finalização (armlock)        | Strike and Submit 1                     | 28/01/2007 | 3     | 1:28  | Gateshead      |                                                 |
| Vitória | 1-1    | Christian Johansson | Nocaute Técnico (socos)      | Travelfight Arena                       | 26/12/2006 | 2     | 3:30  | Uppsala        |                                                 |
| Derrota | 0-1    | Ville Manninen      | Decisão (unânime)            | ZST - Prestige                          | 23/09/2006 | 3     | 5:00  | Turku          |                                                 |